# Pinarocorys
Pinarocorys – rodzaj ptaków z rodziny skowronków (Alaudidae).

## Zasięg występowania
Rodzaj obejmuje gatunki występujące w Afryce.

## Morfologia
Długość ciała 18–20 cm, masa ciała samic 31–41 g, samców 30–46 g.

## Systematyka
Rodzaj zdefiniował w 1902 roku angielski geolog i ornitolog George Ernest Shelley w publikacji swojego autorstwa o tytule The Birds of Africa. Shelley nie wskazał gatunku typowego. W ramach późniejszego oznaczenia w 1907 roku rosyjski ornitolog Walentin Bianchi na typ nomenklatoryczny wyznaczył masecznika ciemnego (P. nigricans).

### Etymologia
Pinarocorys: gr. πιναρος pinaros ‘brudny’; łac. corys ‘skowronek’, od gr. κορυδος korudos ‘dzierlatka’, od κορυς korus, κορυθος koruthos ‘hełm’.

### Podział systematyczny
Do rodzaju należą następujące gatunki:
- Pinarocorys nigricans (Sundevall, 1850) – masecznik ciemny
- Pinarocorys erythropygia (Strickland, 1852) – masecznik rdzaworzytny